# Queen + Adam Lambert
Queen + Adam Lambert est le nom du supergroupe formé par les musiciens britanniques Brian May et Roger Taylor, du groupe Queen, et le chanteur américain Adam Lambert. La formation s'est constituée en 2011, prenant la relève de Queen + Paul Rodgers.  Elle intègre également le claviériste Spike Edney, le bassiste Neil Fairclough et le percussionniste Tyler Warren, en tant que musiciens de tournée. John Deacon n'a pas souhaité participer au projet.

## Origines
La première collaboration des membres du groupe a eu lieu dans une émission de la 8e saison d'American Idol à laquelle Roger Taylor et Brian May étaient invités. À cette occasion, ils interprètent le titre We Are the Champions avec Adam Lambert et Kris Allen, candidats du télé-crochet, le second étant le futur vainqueur de la saison. Peu après la diffusion de la finale, Brian May confie au magazine Rolling Stone qu'il envisage de proposer à Adam Lambert le rôle de chanteur du groupe. Il révèle par la suite que son intérêt pour le jeune chanteur remonte à son audition, au cours de laquelle il avait choisi la chanson Bohemian Rhapsody.

## Membres

### Membres permanents
- Brian May – guitare solo, chant
- Roger Taylor - batterie percussion chant
- Adam Lambert – chant

### Membres occasionnels
- Spike Edney – clavier, chœurs (depuis 2011)
- Neil Fairclough – guitare basse, chœurs (depuis 2011)
- Tyler Warren – batterie, percussions, chœurs chant (depuis 2017)
- Scarlett Wilde - chœur (depuis 2023)
- Patrick Smyth - chœur percussion (depuis 2023)
- John Mahon - percussions (depuis 2023)

### Anciens Membres
- Rufus Tiger Taylor - batterie percussion chœur (2011-2017)